# Palliduphantes
Palliduphantes Saaristo & Tanasevič, 2001 è un genere di ragni appartenente alla famiglia Linyphiidae.

## Distribuzione
Le cinquantasette specie oggi note di questo genere sono state rinvenute nella regione paleartica; le specie dall'areale più vasto sono: la P. antroniensis e la P. pallidus, rinvenute in diverse località dell'intera regione.

## Tassonomia
Per la determinazione delle caratteristiche della specie tipo sono tenute in considerazione le analisi sugli esemplari di Lepthyphantes pallidus O. P.-Cambridge, 1871.
Dal 2011 non sono stati esaminati esemplari di questo genere.
A dicembre 2012, si compone di cinquantasette specie:
1. Palliduphantes altus (Tanasevič, 1986) — Asia Centrale
2. Palliduphantes alutacius (Simon, 1884) — Europa
3. Palliduphantes angustiformis (Simon, 1884) — Corsica, Sardegna
4. Palliduphantes antroniensis (Schenkel, 1933) — Regione paleartica
5. Palliduphantes arenicola (Denis, 1964) — Francia, Svizzera
6. Palliduphantes bayrami Demir, Topçu & Seyyar, 2008 — Turchia
7. Palliduphantes bolivari (Fage, 1931) — Spagna, Gibilterra
8. Palliduphantes brignolii (Kratochvíl, 1978) — Croazia
9. Palliduphantes byzantinus (Fage, 1931) — Bulgaria, Grecia, Turchia
10. Palliduphantes cadiziensis (Wunderlich, 1980) — Spagna, Gibilterra, Marocco
11. Palliduphantes carusoi (Brignoli, 1979) — Sicilia
12. Palliduphantes cebennicus (Simon, 1929) — Francia
13. Palliduphantes ceretanus (Denis, 1962) — Francia
14. Palliduphantes cernuus (Simon, 1884) — Francia, Spagna
15. Palliduphantes chenini Bosmans, 2003 — Tunisia
16. Palliduphantes conradini (Brignoli, 1971) — Italia
17. Palliduphantes cortesi Ribera & De Mas, 2003 — Spagna
18. Palliduphantes culicinus (Simon, 1884) — Francia, Svizzera
19. Palliduphantes dentatidens (Simon, 1929) — Francia, Italia
20. Palliduphantes epaminondae (Brignoli, 1979) — Grecia
21. Palliduphantes ericaeus (Blackwall, 1853) — Europa, Russia
22. Palliduphantes fagicola (Simon, 1929) — Francia
23. Palliduphantes florentinus (Caporiacco, 1947) — Italia
24. Palliduphantes gypsi Ribera & De Mas, 2003 — Spagna
25. Palliduphantes insignis (O. P.-Cambridge, 1913) — Europa
26. Palliduphantes intirmus (Tanasevič, 1987) — Russia, Asia Centrale
27. Palliduphantes istrianus (Kulczyński, 1914) — Europa orientale
28. Palliduphantes kalaensis (Bosmans, 1985) — Algeria
29. Palliduphantes khobarum (Charitonov, 1947) — Russia, Asia Centrale
30. Palliduphantes labilis (Simon, 1913) — Algeria, Tunisia
31. Palliduphantes liguricus (Simon, 1929) — Europa
32. Palliduphantes longiscapus (Wunderlich, 1987) — Isole Canarie
33. Palliduphantes longiseta (Simon, 1884) — Corsica, Elba
34. Palliduphantes lorifer (Simon, 1907) — Spagna
35. Palliduphantes malickyi (Wunderlich, 1980) — Creta
36. Palliduphantes margaritae (Denis, 1934) — Francia
37. Palliduphantes melitensis (Bosmans, 1994) — Malta
38. Palliduphantes milleri (Starega, 1972) — Polonia, Slovacchia, Romania, Ucraina
39. Palliduphantes minimus (Deeleman-Reinhold, 1985) — Cipro
40. Palliduphantes montanus (Kulczyński, 1898) — Germania, Austria, Italia
41. Palliduphantes oredonensis (Denis, 1950) — Francia
42. Palliduphantes pallidus (O. P.-Cambridge, 1871)[3] — Regione paleartica
43. Palliduphantes palmensis (Wunderlich, 1992) — Isole Canarie
44. Palliduphantes pillichi (Kulczyński, 1915) — Europa Centrale
45. Palliduphantes rubens (Wunderlich, 1987) — Isole Canarie
46. Palliduphantes salfii (Dresco, 1949) — Italia
47. Palliduphantes sanctivincenti (Simon, 1872) — Francia
48. Palliduphantes sbordonii (Brignoli, 1970) — Iran
49. Palliduphantes schmitzi (Kulczyński, 1899) — Madeira
50. Palliduphantes solivagus (Tanasevič, 1986) — Kirghizistan
51. Palliduphantes spelaeorum (Kulczyński, 1914) — Penisola balcanica, Bulgaria, Grecia
52. Palliduphantes stygius (Simon, 1884) — Spagna, Francia, Isole Azzorre
53. Palliduphantes tenerifensis (Wunderlich, 1992) — Isole Canarie
54. Palliduphantes theosophicus (Tanasevič, 1987) — Nepal
55. Palliduphantes tricuspis Bosmans, 2006 — Algeria
56. Palliduphantes trnovensis (Drenski, 1931) — Serbia, Macedonia, Bulgaria
57. Palliduphantes yakourensis Bosmans, 2006 — Algeria

### Specie trasferite
- Palliduphantes atlassahariensis (Bosmans, 1991); trasferita al genere Canariphantes Wunderlich, 1992[1].
- Palliduphantes berlandi (Fage, 1931); trasferita al genere Bordea Bosmans, 1995[1].

### Sinonimi
1. Palliduphantes charlottae (Wunderlich, 1969), trasferita dal genere Lepthyphantes Menge, 1866, e posta in sinonimia con Palliduphantes montanus (Kulczyński, 1898) a seguito di un lavoro di Thaler (1973b)[1].
2. Palliduphantes exiguus (Holm, 1939), trasferita dal genere Lepthyphantes Menge, 1866 e posta in sinonimia con Palliduphantes antroniensis (Schenkel, 1933) a seguito di un lavoro di Wunderlich (1972b)[1].
3. Palliduphantes gueorguievi (Delčev, 1980), trasferita dal genere Lepthyphantes Menge, 1866 e posta in sinonimia con Palliduphantes spelaeorum (Kulczyński, 1914) a seguito di un lavoro di Deeleman-Reinhold (1985b)[1].
4. Palliduphantes kahmanni (Wunderlich, 1980), trasferita dal genere Lepthyphantes Menge, 1866 e posta in sinonimia con Palliduphantes labilis (Simon, 1913) a seguito di un lavoro di Bosmans (1985a)[1].
5. Palliduphantes korculensis (Miller, 1978), trasferita dal genere Lepthyphantes Menge, 1866 e posta in sinonimia con Palliduphantes istrianus (Kulczyński, 1914) a seguito di un lavoro di Deeleman-Reinhold (1985b)[1].
6. Palliduphantes papalis (Simon, 1929), trasferita dal genere Lepthyphantes Menge, 1866 e posta in sinonimia con Palliduphantes insignis (O. P.-Cambridge, 1913) a seguito di un lavoro di Wunderlich (1973b)[1].
7. Palliduphantes rabeleri (Schenkel, 1929), trasferita dal genere Lepthyphantes Menge, 1866 e posta in sinonimia con Palliduphantes ericaeus (Blackwall, 1853) a seguito di un lavoro di Schenkel (1932a)[1].
8. Palliduphantes serratistylus (Roewer, 1931), trasferita dal genere Lepthyphantes Menge, 1866 e posta in sinonimia con Palliduphantes istrianus (Kulczyński, 1914) a seguito di un lavoro di Polenec & Thaler del 1980[1].
9. Palliduphantes slivnensis (Drenski, 1931); posta in sinonimia con Palliduphantes istrianus (Kulczyński, 1914) a seguito di un lavoro di Delčev del 2003[1].
10. Palliduphantes strandi (Kolosváry, 1934), trasferita dal genere Lepthyphantes Menge, 1866 e posta in sinonimia con Palliduphantes istrianus (Kulczyński, 1914) a seguito di un lavoro di Wunderlich (1973b)[1].
11. Palliduphantes subterraneus (Miller & Kratochvíl, 1948), trasferita dal genere Lepthyphantes Menge, 1866 e posta in sinonimia con Palliduphantes insignis (O. P.-Cambridge, 1913) a seguito di un lavoro di Wunderlich (1973b)[1].
12. Palliduphantes thucididis (Brignoli, 1979), trasferita dal genere Lepthyphantes Menge, 1866 e posta in sinonimia con Palliduphantes byzantinus (Fage, 1931) a seguito di un lavoro di Brignoli (1983c)[1].
13. Palliduphantes trimaculatus (Denis, 1937), trasferita dal genere Lepthyphantes Menge, 1866 e posta in sinonimia con Palliduphantes labilis (Simon, 1913) a seguito di un lavoro di Bosmans (1985a)[1].
14. Palliduphantes troglodytes (L. Koch, 1872), trasferita dal genere Lepthyphantes Menge, 1866 e posta in sinonimia con Palliduphantes pallidus (O. P.-Cambridge, 1871) a seguito di un lavoro di Wiehle del 1856[1].
15. Palliduphantes tuberculifer (Denis, 1945), trasferita dal genere Lepthyphantes Menge, 1866 e posta in sinonimia con Palliduphantes labilis (Simon, 1913) a seguito di un lavoro di Bosmans (1985a)[1].
16. Palliduphantes vignai (Brignoli, 1971), trasferita dal genere Lepthyphantes Menge, 1866 e posta in sinonimia con Palliduphantes spelaeorum (Kulczyński, 1914) a seguito di un lavoro di Miller del 1978[1].